# CQ Amateur Radio
CQ Amateur Radio (również znane jako CQ lub CQ magazine) jest magazynem dla entuzjastów krótkofalarstwa; ma swoich czytelników na całym świecie w podstawowej wersji angielskiej. Wersja hiszpańskojęzyczna wydawana jest w Hiszpanii.
CQ Amateur Radio nie jest powiązany z podobnie nazwanym japońskim magazynem CQ ham radio.

## Promocjazawodów krótkofalarskich
CQ Amator Radio organizuje, rozstrzyga i publikuje wyniki kilku dorocznych zawodów krótkofalarskich, takich jak:
- CQ WW 160-meter Contest
- CQ WW WPX Contest
- CQ WW RTTY Contest
- CQ WW RTTY WPX Contest
- CQ WW DX Contest
- CQ WW VHF Contest

We wszystkich zawodach mogą brać udział krótkofalowcy z całego świata.